# Нова поліцейська історія
Нова поліцейська історія (New Police Story) — гонконгський фільм, з Джекі Чаном у головній ролі. Вийшов на світові екрани в 2004 році.

## Сюжет
Інспектор Вінг збирається одружитися і вже зробив пропозицію красуні Хо, але його плани зруйнувалися після невдалої спецоперації. Вінг втратив увесь свій відділ: дев'ять поліцейських, які зверталися до нього «брат», загинули на очах Вінга. Йому буде потрібно більше року, щоб розстатися зі склянкою віскі й повернутися в супроводі свого нового напарника Френка в поліцейський відділок. Разом вони кидають виклик мафії Гонконгу й вступають на шлях помсти, щоб покарати вбивць своїх товаришів.
Вінг — найвлучніший стрілець, він тренер зі східних єдиноборств, він швидко бігає, він чесно ловить бандитів, але він виявляється не готовим зустріти нову генерацію злочинців. Адже гангстери — група з п'яти молодих людей, серед яких є одна дівчина — це вершки суспільства, золота молодь. Їхні батьки — великі люди в Гонконгу, а ці «дітки» ненавидять своїх батьків і люблять екстремальні види спорту: скелелазіння, бейс-джампінг з висоток, ролердроми на дахах — все, що знадобиться для чергового пограбування банку.

## В ролях
- Джекі Чан — Інспектор Чан
- Ніколас Це — Френк Ченг
- Чарлі Єнг — Сан Хоу-Ї
- Деніел Ву — Джо Квон
- Чарлін Чоі — Са-Са
- Дейв Вонг — Сем
- Хіяма Хіро — Макс Ленг
- Теренсі Їн — Файєр
- Менді Чаінґ — Суі Чов
- Енді Он — Тін-Тін Ло

## Номінації і нагороди
Фільм отримав багато гонконгських нагород:
- 24-тий Церемонія Гонконгських нагород

- Номінація — Найкраща Картина
- Номінація — Найкращий Директор (Бені Чан)
- Номінація — Найкращий Актор (Джекі Чан)
- Номінація — Найкраща підтримка актора (Деніел Ву)
- Номінація — Найкращий монтаж (Яо Чі-Ваі)
- Номінація — Найкращий Проект Дії (Чунг-Чі, Команда

каскадерів Джекі Чана)
- Номінація — Найкращі Звукові Ефекти (Тсанг Кінг-Ченг)
- Номінація — Найкраще Візуальні Ефекти (Вонг Вон-Так, Ей Чі-Фаі)

- 41-і Щорічні ноагороди «Золотого коня»

- Переможець — Найкраща підтримка актора (Деніел Ву)
- Переможець — Найкраща Хореографія Дії (Чунг-Чі, Команда

каскадерів Джекі Чана)
- Переможець — Найкраще Візуальні Ефекти (Віктор Вонг, Брайан Ей)
- Переможець — Добірна Нагорода Аудиторії
- Номінація — Найкращий монтаж (Яу Чі-Вей)
- Номінація — Найкращий Художній Напрям (Вонг Чінг-Чінг, Чу Сунг-Понг, Олівер Вонг)
- Номінація — Найкращі Звукові Ефекти (Тсанг Кінг-Ченг)